# 塔里點

塔里點（Tarry point）是三角形外的一點。塔里點得名自法國數學家加斯頓·塔里。

## 性質
三角形的塔里點在其外接圓上，與斯坦納點之連線為外接圓的直徑。
一三角形之外心與其第一布羅卡爾三角形之塔里點為同一點。

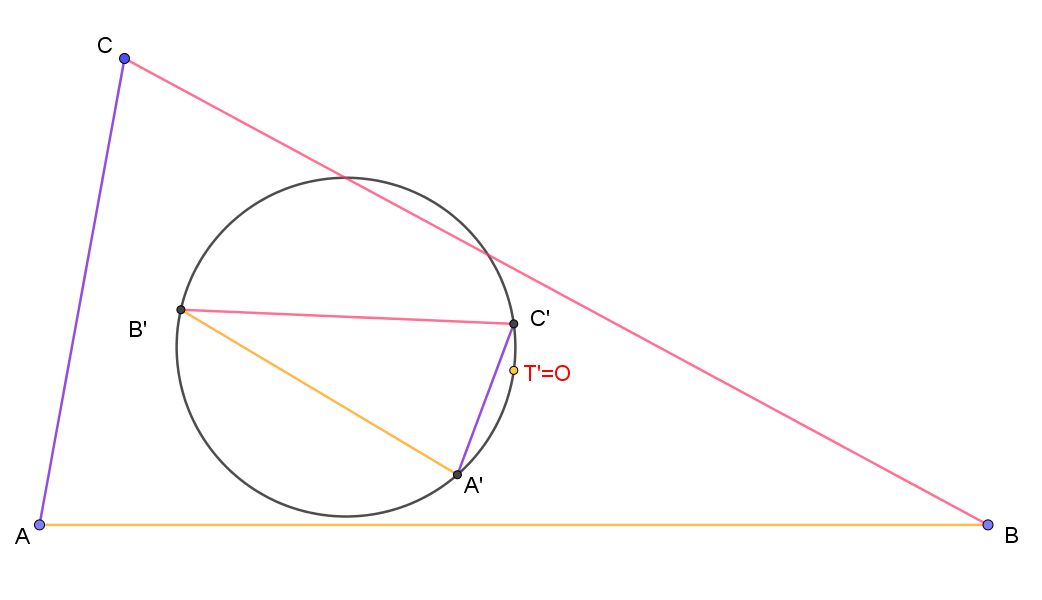
一三角形之外心與其第一布羅卡爾三角形之塔里點為同一點

三角形其塔里點的西姆松線會與其斯坦納點的西姆松線垂直。

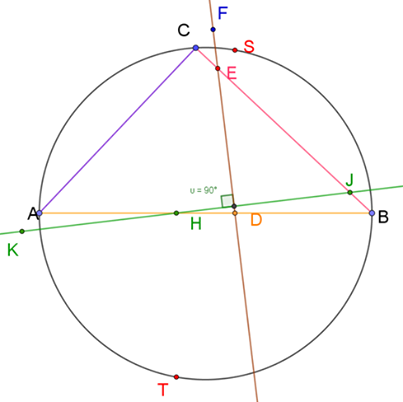
塔里點的西姆松線其會與斯坦納點的西姆松線垂直

## 作圖
對於一三角形ABC，其塔里點為分別通過三個頂點，和其布羅卡爾三角形DEF對邊垂直三條線所交會的一點。